# Samuel Wülser
Samuel Friedrich Wülser (* 10. Oktober 1897 in Davos; † 1977 in Corteglia) war ein Schweizer Maler. 

## Leben
Samuel Wülser war Sohn von Samuel Wülser senior und Katharina Schlecht (aus Ebersbach an der Fils). Wülser stammte aus dem Aargau, von 1914 bis 1917 besuchte er in Aarau die Kunstgewerbeschule. Er wurde in seiner Jugend von Karl Barth und dessen Spiritualität beeinflusst. Zeitlebens blieb er Freigeist und Antifaschist. 
Von 1917 bis 1922 besuchte er die Kunsthochschule in Genf, wo er von Ferdinand Hodler geprägt wurde. Er machte Corteglia und das Mendrisiotto, das er künstlerisch verarbeitete, seit 1923 zu seiner Wahlheimat. Dort lebte er im Anwesen «Casa Wülser» zusammen mit seiner Schwester Berta, die ihm den Haushalt führte.  Wülser war Mitglied der Basler Künstlervereinigung «Rot-Blau» beziehungsweise «Gruppe Rot-Blau». Er war ein Grossonkel des deutschen Ethnologen Dieter Haller.